# Festival Show 2017
Il Festival Show è un evento musicale estivo creato da Radio Birikina e Radio Bella&Monella. 
L'edizione 2017 è stata condotta da Giorgia Surina e Paolo Baruzzo..

## Tappe
| Tappa n° | Data        | Città ospitante    | Luogo dell'evento   | Cantanti partecipanti | Fonte |
| -------- | ----------- | ------------------ | ------------------- | --- | ----- |
| 1        | 2 luglio    | Padova             | Prato della Valle   | Fabrizio Moro, Irama, Chiara, Umberto Tozzi, Marco Carta, Fred De Palma, Decibel, Thomas, Marianne Mirage, Leave The Memories                                                                                      |       |
| 2        | 10 luglio   | Brescia            | C.C. Freccia Rossa  | Ermal Meta, Elodie, Thomas, Marco Masini, Michele Bravi, Fred De Palma, Marco Carta, Moreno, Ex-Otago, Ylenia Locisano, Timothy Cavicchini, Senhit                                                                 |       |
| 3        | 26 luglio   | Caorle             | Spiaggia di Levante | The Kolors, Thegiornalisti, Elodie, La Rua, Michele Zarrillo, Moreno, Irama, Sonohra, Elya, Johnny Scandal, Senhit, Shade                                                                                          |       |
| 4        | 3 agosto    | Bibione            | Piazzale Zenith     | The Kolors, Raf, Nina Zilli, Anna Tatangelo, Il pagante, Michele Bravi, Leave The Memories, Giulia Mazzoni, Francesco Sarcina, Jenn Morel                                                                          |       |
| 5        | 10 agosto   | Jesolo             | Piazza Torino       | Stadio, Levante, Baby K, Riki, Mario Venuti, Alessio Bernabei, Bianca Atzei, Shade, Cuzn, Timothy Cavicchini |       |
| 6        | 18 agosto   | Lignano Sabbiadoro | Beach Arena         | Chiara, Riki, Rochelle, Autogol vs DJ Matrix, Dear Jack, Sonohra, L'Aura, Johnny Scandal, Leave The Memories |       |
| 7        | 24 agosto   | Mestre             | Piazza Ferretto     | The Kolors, Nina Zilli, Alessio Bernabei, Omar Pedrini, Federica Carta, Jake La Furia, Alexia, Luisa Corna, Fausto Leali, Elya, Antonio Maggio, Ylenia Lucisano, Sehnit, Giuda Nicolosi                            |       |
| 8        | 4 settembre | Verona             | Arena di Verona     | Nek, Francesco Gabbani, Alex Britti Ermal Meta, Raphael Gualazzi, Benji e Fede, Paola Turci, Thomas, Riki, Michele Bravi, Nina Zilli, Fausto Leali, Le Vibrazioni, Shade, Moreno, Senhit, Sonohra, Ylenia Lucisano |       |